# Freiburg Institute for Advanced Studies

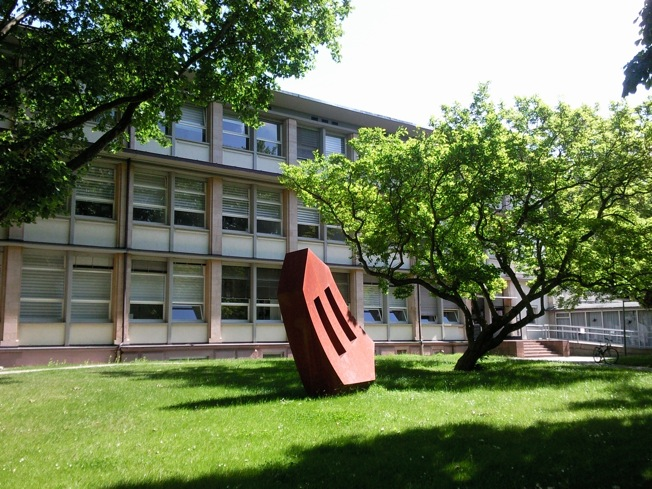
Le bâtiment principal du FRIAS situé dans le quartier des instituts de l'université.

Le Freiburg Institute for Advanced Studies (FRIAS) a été fondé par l'Université de Fribourg-en-Brisgau à Fribourg-en-Brisgau en Allemagne, en 2008. L'institut faisait à l'origine partie du projet de financement de l'université dans le cadre de l'Initiative d'Excellence Allemande développée en 2007 par le Ministère fédéral de l'Éducation et de la Recherche et le Deutsche Forschungsgemeinschaft (DFG), équivalent de notre CNRS, qui a pour but de promouvoir à la fois la recherche la plus pointue et d'améliorer les performances internationales des institutions universitaires allemandes.
Une fois choisie officiellement parmi neuf universités d'excellence, l'Université de Fribourg a mis en œuvre l'installation officielle du FRIAS dont les activités ont démarré le 1er avril 2008. Son but principal vise à promouvoir la recherche de haut-niveau, de développer la recherche interdisciplinaire entre plusieurs domaines de recherche et d'assister les jeunes chercheurs dans leurs projets scientifiques. Le FRIAS est inspiré dans sa structure par d'autres institutions similaires telles que l'Institute for Advanced Study de Princeton, New Jersey dont le directeur, le professeur Peter Goddard, a prononcé le discours inaugural lors de la présentation officielle du FRIAS à l'université de Fribourg-en-Brisgau en mai 2008.

## But
En tant que nouvelle institution dans le paysage allemand de l'enseignement et de la recherche, le FRIAS invite tous les chercheurs de premier plan appartenant à des institutions allemandes ou internationales à mener leurs recherches à Fribourg-en-Brisgau. Il met également tout en œuvre pour offrir à ses chercheurs la plus ample liberté pour leur permettre de développer les projets de leur choix avec un minimum de contraintes administratives. Le FRIAS se veut une sorte d'oasis propice à la recherche universitaire, et favorise autant que faire se peut les nouvelles synergies entre ses membres, tout en donnant un élan nouveau à l'université de Fribourg-en-Brisgau.
Les conférences Hermann Staudinger ont été introduites peu après la création du FRIAS, nommées d'après le célèbre chimiste de l'université de Fribourg-en-Brisgau qui remporta le Prix Nobel en 1953. Des scientifiques renommés issus du monde entier, incluant à ce jour Douglas Osheroff, Jean-Marie Lehn, et Richard R. Ernst, ont été invités à donner des conférences.

## Structure
Le Freiburg Institute for Advanced Studies se compose de quatre sections ou « Schools »:
- School of History (Histoire)

Directeurs: Prof. Ulrich Herbert et Prof. Jörn Leonhard
- School of Language and Literature (Langues, linguistique et littérature)

Directeurs: Prof. Werner Frick et Prof. Peter Auer
- School of Life Sciences - LIFENET (Sciences de la vie, biologie)

Directeurs: Prof. Leena Bruckner-Tuderman et Prof. Jens Timmer
- School of Soft Matter Research (Sciences fondamentales, dont celle sur la matière molle)

Directeurs: Prof. Hermann Grabert and Prof. Jan Korvink.

### Source
- (en) Cet article est partiellement ou en totalité issu de l’article de Wikipédia en anglais intitulé « Freiburg Institute for Advanced Studies » (voir la liste des auteurs).